# الدوري الإسكتلندي الممتاز (1998–2013)
الدوري الاسكتلندي الممتاز (بالإنجليزية: Scottish Premier League)‏ هو دوري كرة القدم الأعلى مستوى في اسكتلندا ويتكون من 12 فريق.